# Mongoloraphidia (Mongoloraphidia) kaszabi
Mongoloraphidia (Mongoloraphidia) kaszabi is een kameelhalsvliegensoort uit de familie van de Raphidiidae. De soort komt voor in Rusland en Mongolië.
Mongoloraphidia (Mongoloraphidia) kaszabi werd voor het eerst wetenschappelijk beschreven door H. Aspöck & U. Aspöck in 1967.